# Habenaria baliensis
Habenaria baliensis är en orkidéart som beskrevs av Johannes Jacobus Smith. Habenaria baliensis ingår i släktet Habenaria och familjen orkidéer. Inga underarter finns listade i Catalogue of Life.